# Dương Bảo Sí
Dương Bảo Sí (chữ Hán: 杨保炽, ? – 443), người dân tộc Đê, thủ lĩnh nước Cừu Trì vào đời Nam Bắc triều, được quân đội Lưu Tống đưa lên ngôi vào năm 442, nhưng ngay đầu năm 443 bị quân đội Bắc Ngụy đánh bại, buộc phải đào tẩu.

## Cuộc đời và sự nghiệp
Bảo Sí là con trai của thủ lĩnh Dương Huyền (mất năm 429), em trai thủ lĩnh Dương Bảo Tông (bị Dương Nan Đương lật đổ năm 429). Năm 442, quân Tống chiếm Cừu Trì, Nan Đương bỏ chạy, Bảo Sí - khi ấy đang ở chức Kiến tiết tướng quân - theo Nan Đương chạy đến Hàn Hạp (hay Tắc Hạp) thì bị tướng Tống là An tây tham quân Lỗ Thượng Kỳ bắt sống. Tống soái Bùi Phương Minh tạm đặt Bảo Sí làm người đứng đầu nước Cừu Trì. Đầu năm 443, quân Ngụy đánh bại quân Tống, chiếm Cừu Trì, Bảo Sí đào tẩu.
Sử cũ không chép kết cục của Bảo Sí. Tháng 4 ÂL năm 443, người Đê ủng hộ một em trai khác của Bảo Tông là Văn Đức làm Cừu Trì thủ lĩnh. Tháng 7 ÂL, Lưu Tống Văn đế phong tước Vũ Đô vương cho Văn Đức. Nếu Bảo Sí không rơi vào tay quân đội Bắc Ngụy, có lẽ ông cũng không thể sống sót qua khỏi 2 sự kiện trên.